# MAN NÖ Open
Het MAN NÖ Open was een golftoernooi in Oostenrijk van 2004-2008. Het werd al die jaren op de Golf Club Adamstal in Ramsau gespeeld.
Het toernooi maakte eerst twee jaar deel uit van de Alps Tour waarna het toernooi deel werd van de Europese Challenge Tour om de plaats in te nemen van het Oostenrijks Open, dat van de Challenge Tour naar de Europese PGA Tour verhuisde.

## Winnaars
| Jaar | Winnaar               | Score | Score | Voorsprong        | Runner(s)-up                   |
| ---- | --------------------- | ----- | ----- | ----------------- | ------------------------------ |
| 2004 | Niki Zitny            | 276   | -4    | 2 slagen          | Massimo Scarpa en Markus Brier |
| 2005 | Markus Brier          | 204   | -6    | 1 slag            | Francisco Valera               |
| 2006 | Rafael Cabrera Bello  | 264   | -16   | 2 slagen          | Niki Zitny                     |
| 2007 | Anders Schmidt Hansen | 269   | -11   | 3 slagen          | Zane Scotland                  |
| 2008 | André Bossert         | 265   | -15   | Play-off (1 hole) | Markus Brier                   |